# Sonnenburggut
Das Sonnenburggut (auch kurz Sonnenburg genannt) ist ein im 16. Jahrhundert ausgebauter schlossähnlicher Landsitz auf dem Gebiet der Stadt Schaffhausen, Schweiz. Das Landgut und der dazugehörende Park sind in Privatbesitz und nicht öffentlich zugänglich.
Urkundlich wird das Landgut erstmals 1589 erwähnt. Damals wurden die ehemals bescheidenen Gebäude auf Veranlassung des Besitzers, und Bürgermeisters von Schaffhausen, Johann Conrad Meyer, zu einem respektablen Landsitz im Renaissance-Stil ausgebaut. 1676 wurden die heute noch als Prunkstücke bezeichneten barocken Innenräume mit Stuckaturen von Samuel Höscheller und den Kachelöfen von David Pfau erstellt.
Das Landgut war abwechslungsweise im Besitz mehrerer bedeutender Schaffhauser Patriziergeschlechter, darunter die Familien Peyer (im Hof), Stokar und Peyer (mit den Wecken). 1869 ging das Landgut durch Heirat in den Besitz des Industriellen Johann Conrad Neher über, dessen Sohn Arnold Neher von 1870 bis 1885 auf dem Areal eine erste Landschaftsgärtnerei mit Baumschule betrieb.

## Bilder

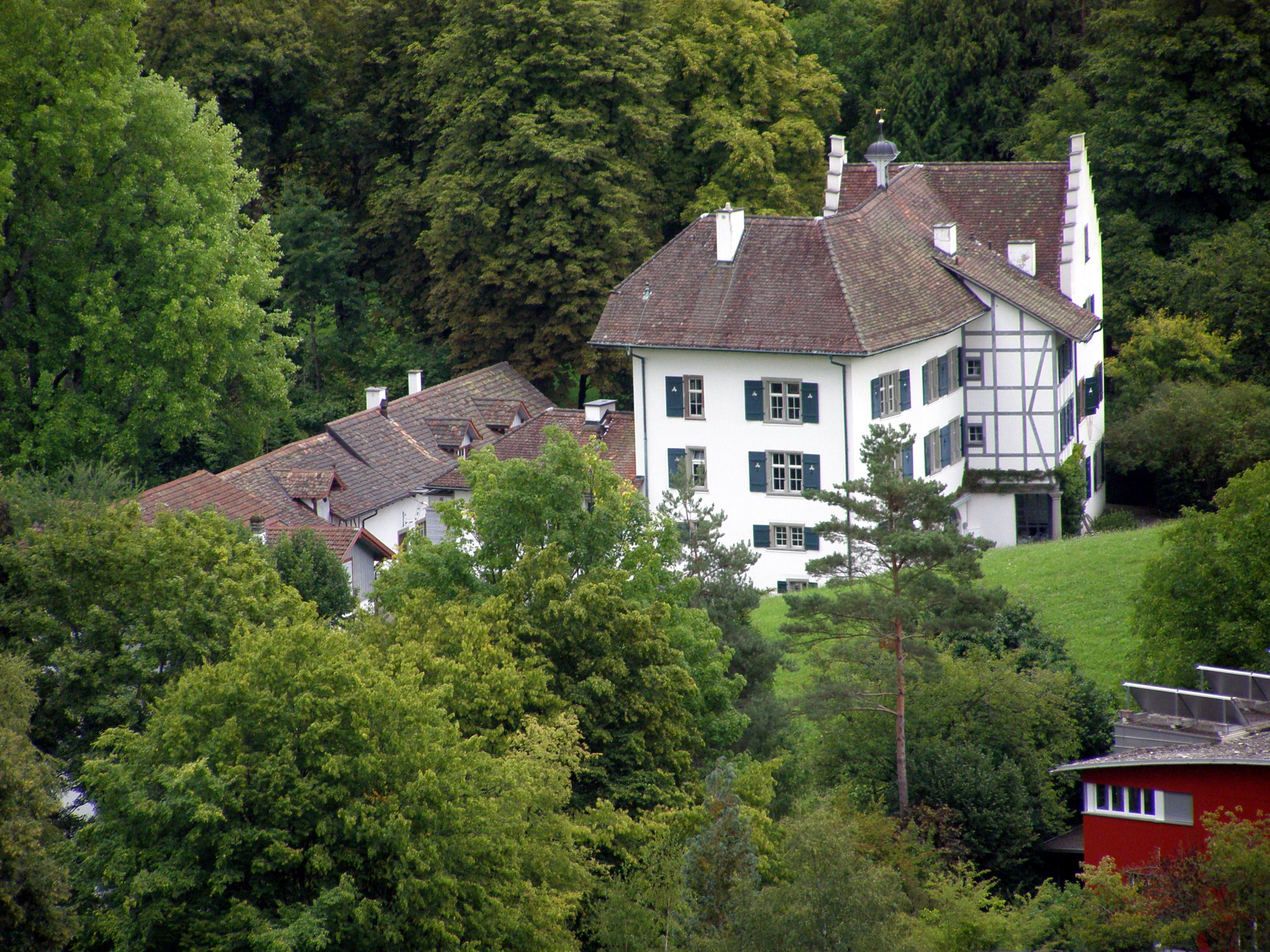
Sonnenburggut (von Westen gesehen)
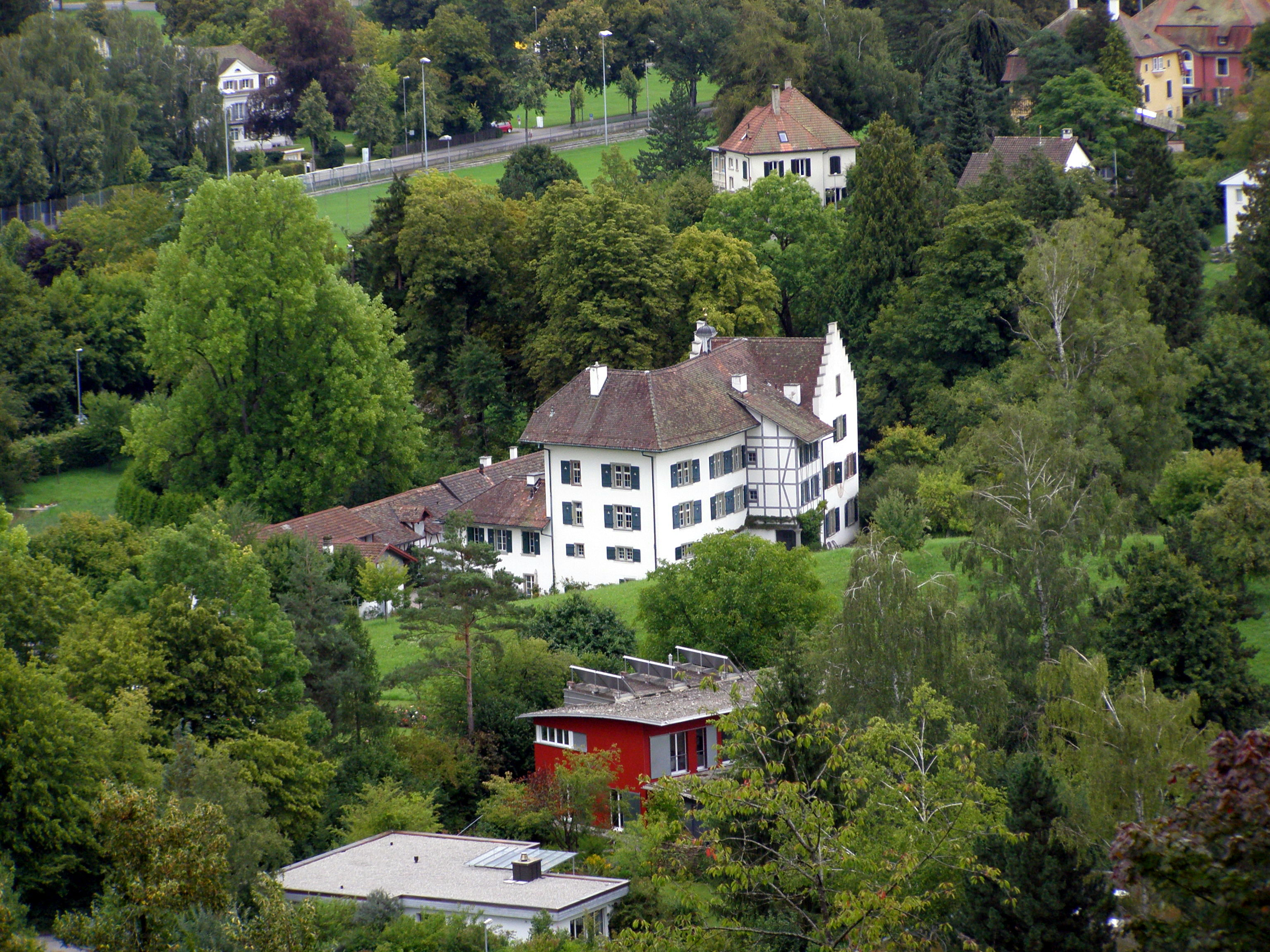
Sonnenburggut mit Park
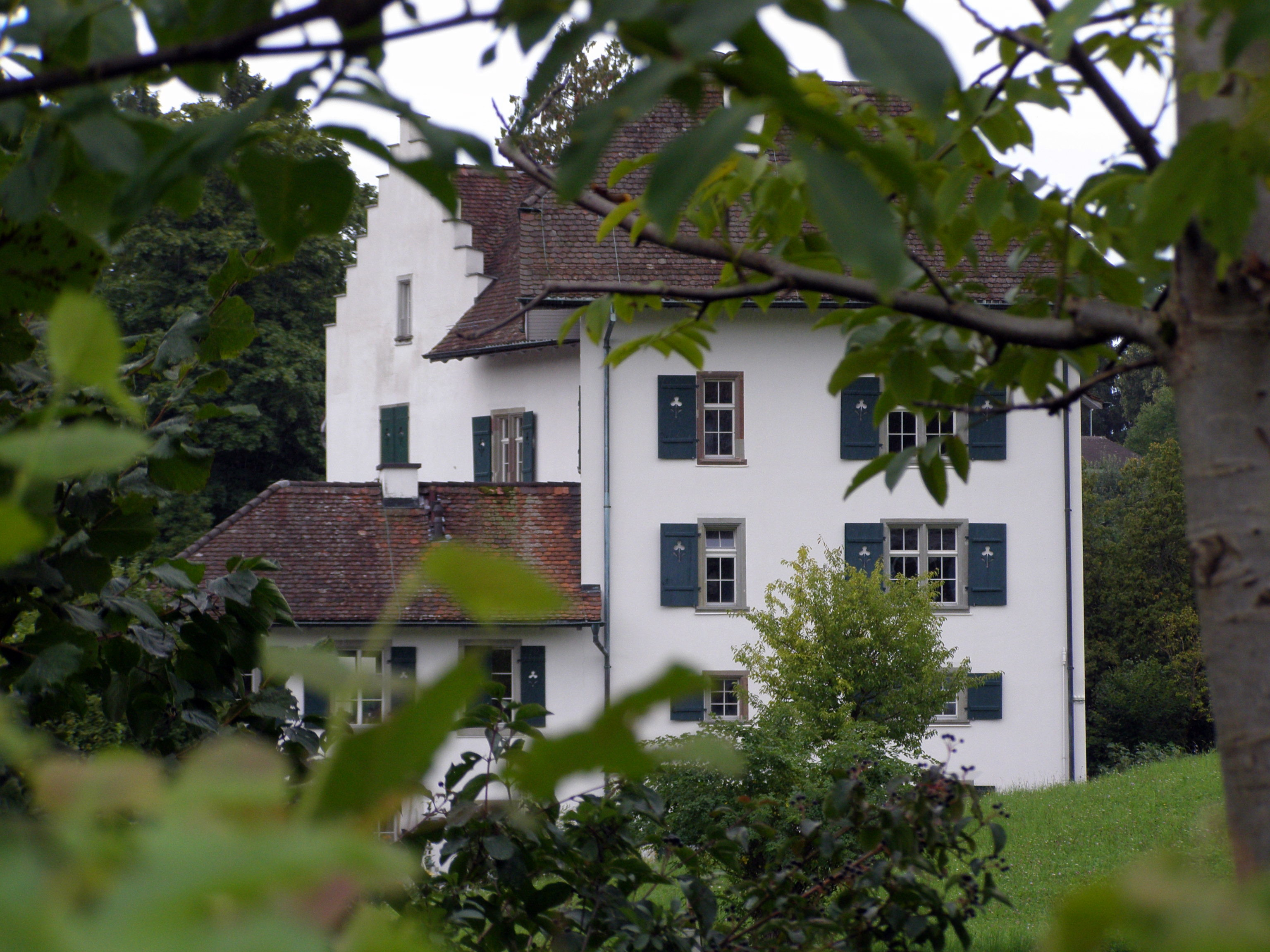
Sonnenburggut (von Nord-Westen gesehen)
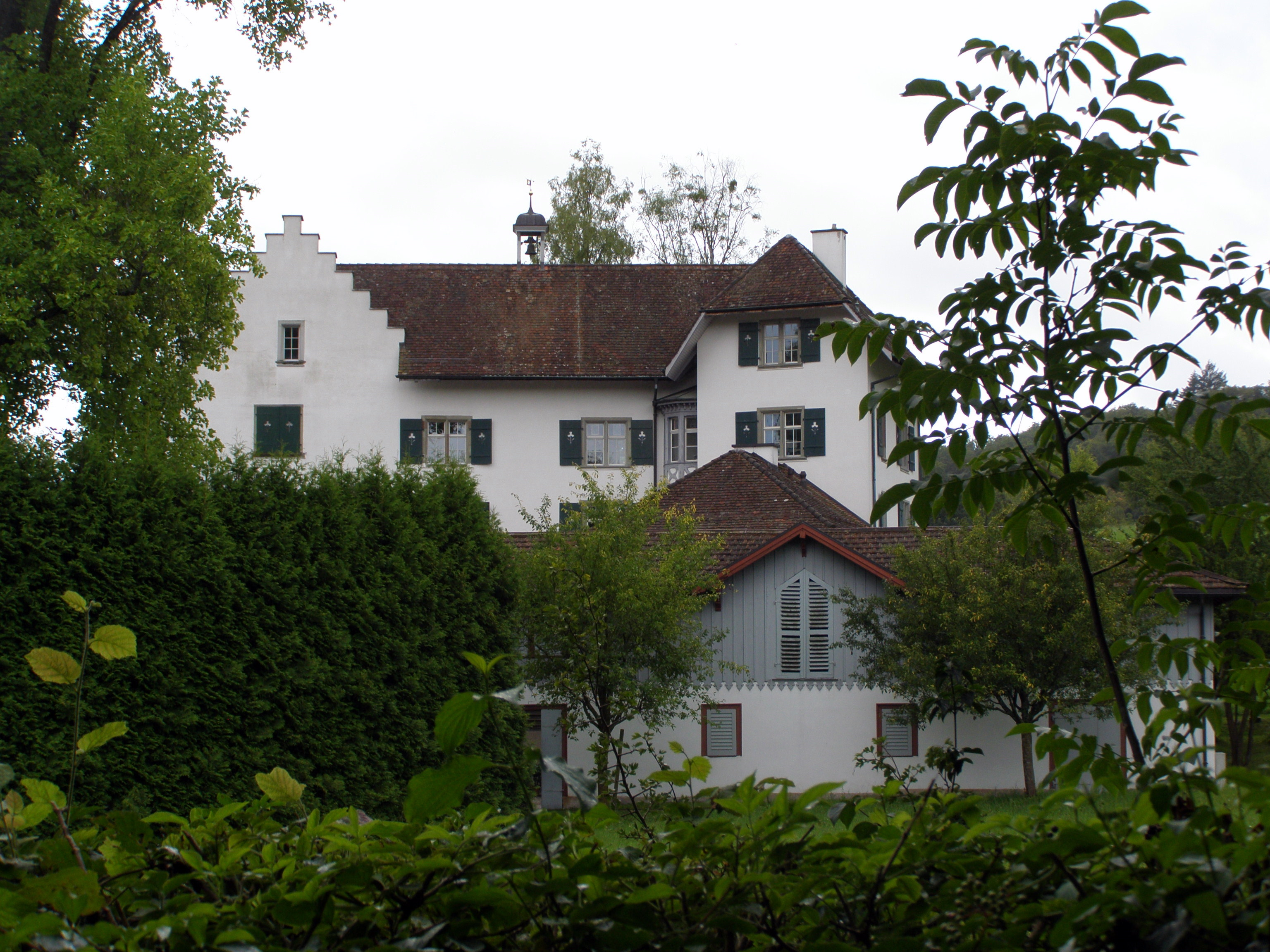
Sonnenburggut (von Norden gesehen)